# Église Saint-Quentin de Jussy
L'église Saint-Quentin de Jussy est une église située à Jussy, en France.

## Description
L'église en style Art déco a été construite après la guerre de 1914-1918. Bénédiction de la nouvelle église et baptême des 3 cloches : le 20 septembre 1925.
Quentine-Maria-Sophie (800 kilos) : parrain : Pierre Renard, marraine : Emilie Nouvion

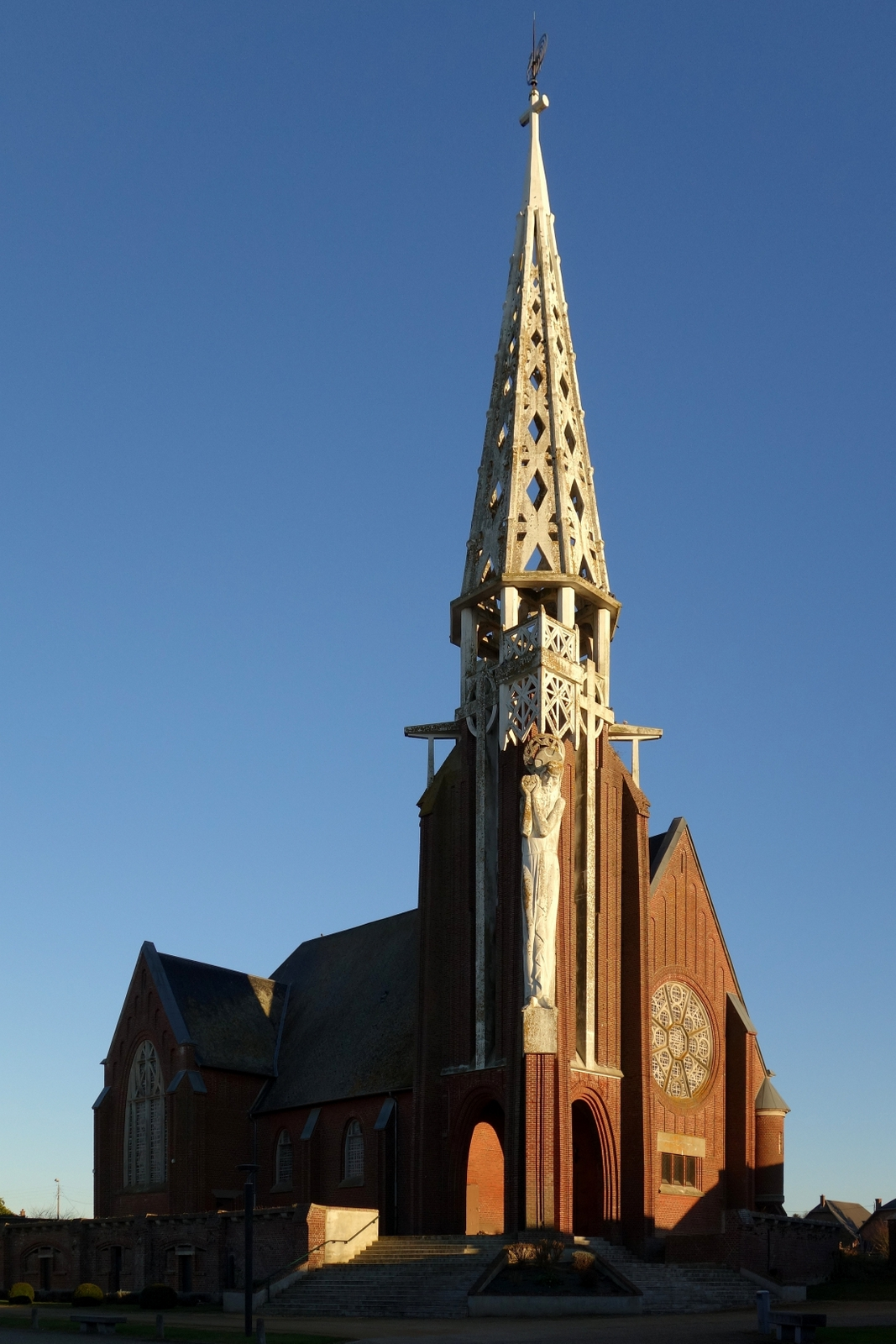
Saint-Quentin, par l'architecte Jean Charavel

Marie-Georgette-Ida (560 kilos) : parrain : abbé Georges Lemaître, marraine : Ida Renard
Alphonsine-Alice-Amanda (450 kilos) : parrain : Georges Lefèvre, marraine : Alice Chantreux épouse Flamant

## Localisation
L'église est située sur la commune de Jussy, dans le département de l'Aisne.

## Historique